# Жуань, Этан
Жуа́нь Цзинтя́нь (кит. трад. 阮經天, упр. 阮经天, пиньинь Ruǎn Jīngtiān; род.8 ноября 1982), более известный как Этан Жуань (англ. Ethan Ruan ) — тайваньский кино- и телеактёр и фотомодель, лауреат премии Golden Horse 2010 года за лучшую мужскую роль в фильме «Монга».

## Биография и карьера
Этан Жуань родился и вырос в Тайчжуне, Тайвань, является тайваньцем в третьем поколении. С детства занимается плаванием, получив множество призов, что позволило ему в подростковом возрасте поступить в престижную Первую государственную старшую школу Тайчжуна (англ.), но не окончить её — Этан был исключён по поведению и окончил среднее образование только после ряда переводов между пятью разными школами. Позже работал на нескольких временных работах, пока не попал в индустрию развлечений, снявшись впервые в музыкальном видео для своего друга.
В 2001 Этан начал свою модельную карьеру с агентством Catwalk Production House. В качестве модели молодой человек участвовал в съёмках музыкального видео ряда популярных исполнителей, включая Стефани Сунь, А-Мэй и группу S.H.E.
Первые шаги в исполнительском искусстве были сделаны в сериале Michael the Archangel's Dance вместе с бой-бэндом Energy. Позже Этан снимается также в таких дорамах как «Зелёный лес, мой дом» и «Лето, ах лето» (в котором Этан был занят во второй главной роли). Однако эти работы не принесли молодому актёру заметного успеха — его годовой доход того времени составлял 200 тыс. тайваньских долларов, чего с трудом хватало на жизнь и периодически было недостаточно для своевременной оплаты воды и света.
Реальная известность к Этану Жуаню пришла в 2008 году с главной ролью Цзи Суньси в молодёжной тайваньской драме «Обречён любить тебя». Сериал завоевал рейтинг в 13 % зрительской аудитории, поставив рекорд для соответствующего жанра. На «Тайбэйском фестивале ТВ и кино» 2008 года под патронажем Информационного центра правительства Тайваня Жуань был избран «Королём идолов».
Двумя годами позже на 47-м фестивале Golden Horse (аналог «Оскара» для китайскоязычного кино) 2010 года актёр становится лауреатом премии в категории «Лучшая мужская роль» за фильм «Монга».
С 2007 года Этан Жуань встречается с актрисой и фотомоделью Тиффани Сюй.
В начале 2012 года актёр был призван на военную службу, замененную по причине его плоскостопия на альтернативную службу, которую Этан проходил при Министерстве образования Тайваня в Синьбэе, получая месячное содержание в 9955 NT$.

## Фильмография

### Телесериалы
| Год  | Китайское название | Английское и русское названия                                               | Роль         |
| ---- | ------------------ | --------------------------------------------------------------------------- | ------------ |
| 2004 | 米迦勒之舞         | Michael the Archangel's Dance                                               | призрак      |
| 2005 | 綠光森林           | Green Forest, My Home // Зелёный лес, мой дом                               | Оуэн Цзинь   |
| 2006 | 花樣少年少女       | Hanazakarino Kimitachihe / Hana Kimi // Для тебя во всём цвету              | Шэнь Ле      |
| 2007 | 熱情仲夏           | Summer x Summer // Лето, ах лето                                            | Чжоу Цяошань |
| 2007 | 我在墾丁*天氣晴    | Wayward Kenting                                                             | Го Шаонань   |
| 2008 | 命中注定我愛你     | Fated to Love You / You're My Destiny / Destiny Love // Обречён любить тебя | Цзи Цуньси   |
| 2008 | 無敵珊寶妹         | Invincible Shan Bao Mei / Woody Sambo // Вуди Самбо                         | Цзи Цуньси   |
| 2009 | 敗犬女王           | My Queen // Моя королева                                                    | Лукас        |

### Кинофильмы
| Год  | Китайское название | Английское и русское названия                                                | Роль                      |
| ---- | ------------------ | ---------------------------------------------------------------------------- | ------------------------- |
| 2006 | 六號出口           | Exit No. 6 // Выход №6                                                       | Вэнс                      |
| 2007 | 情非得已之生存之道 | What on Earth Have I Done Wrong?!                                            |                           |
| 2007 | 神選者             | Brotherhood of Legio // Братство легиона                                     | А Цзянь                   |
| 2008 | 囧男孩             | ORZboyz                                                                      | № 2 (приглашённая звезда) |
| 2009 | 愛到底             | L-O-V-E / Любовь                                                             | Сяотянь (фильм 3)         |
| 2009 | 男生賈裏新傳       | New Boy Jia Li                                                               |                           |
| 2010 | 艋舺               | Monga / Монга                                                                | «Монах» Хо Тинья          |
| 2011 | 林徽因             | Lin Huiyin // Линь Хуэйинь                                                   | поэт Сюй Чжимо            |
| 2011 | 武俠               | Wu Xia / Swordsmen // Меченосцы                                              | юный заключённый          |
| 2011 | 我愛HK開心萬歲     | I Love Hong Kong                                                             | тайваньский турист        |
| 2012 | 忠烈楊家將         | Saving General Yang / Yang Family Warriors / Young Warriors of the Yang Clan |                           |
| 2012 | 愛                 | Love // Любовь                                                               | Сяо Куань                 |
| 2012 | 血滴子             | The Guillotines                                                              |                           |
| 2013 | 英雄本色           | A Better Tomorrow                                                            |                           |

## Номинации и награды
54-й Азиатско-тихоокеанский кинофестиваль (2010)
- Номинация в категориях «Лучшая мужская роль» и «Любимый актёр» (приз зрительского выбора) (роль «Монаха» Хо Тинья в фильме «Монга»[англ.], 2010)[9][10]

47-й Тайбэйский кинофестиваль Golden Horse (2010)
- Премия в категории «Лучшая мужская роль» («Монга», 2010)[2]